# Венюково (посёлок, Тульская область)
Венюково — поселок в Заокском районе Тульской области в составе Демидовского сельского поселения.

## География
Поселок находится в северной части Тульской области на расстоянии приблизительно 13 километров по прямой на юго-восток от посёлка Заокский, административного центра района восточнее одноименной деревни.

## История
На карте 1989 года поселок еще не был показан отдельно от деревни Венюково.

## Население
Постоянное население поселка составляло 5 человек (русские 100 %) в 2002 году, 0 в 2010.